# Conspiratori ai plăcerii
Conspiratori ai plăcerii (în cehă Spiklenci slasti) este un film de comedie neagră din 1996, regizat de Jan Švankmajer. Este un film fantezist suprarealist care evocă sexualitatea și fanteziile fetișiste ale mai multor personaje. Al treilea lungmetraj al lui Švankmajer după Alice (Neco z Alenky, 1988) și Faust (1994), acesta a fost nominalizat la premiul Leopardul de aur la Festivalul Internațional de Film de la Locarno în 1996. A fost lansat în cinematografele din Republica Cehă la 17 octombrie 1996 și în cele din Statele Unite la 15 august în anul următor.

## Prezentare
La Praga, domnul Pivoňka, un bărbat necăsătorit, cumpără pornografie de la chioșcul de presă al domnului Kula, și se întoarce acasă. O poștăriță, doamna Malková îi dă o scrisoare în care scrie „Duminică” cu litere decupate. Apoi,  pe ascuns, ea face bile mici din bucăți de pâine și le poartă în ghiozdan. Pivoňka o întreabă pe vecina sa, doamna Loubalová, dacă vrea să-i taie un pui. Folosind penele rămase și papier-mâché realizate din pornografie, el construiește un cap de pui și face aripi din umbrele. Între timp, căpitanul de poliție, Weltinský, cumpără tocătoare din lemn pentru aluat și capace pentru tigăi de la același magazin care a vândut umbrele lui Pivoňka. Folosind aceste obiecte, plus alte obiecte furate, blană și lucruri ascuțite, Weltinský construiește obiecte neobișnuite în atelierul său. Soția sa, o reporteră pe nume Anna Weltinská (după cum se prezintă), se simte neglijată și cumpără un crap viu. Nu știe că domnul Kula este îndrăgostită de imaginea ei și a construit o mașină echipată pentru a-l masa și a se masturba atunci când ea este la televizor. Pivoňka și Loubalová își construiesc reciproc efigii de dimensiuni reale.
Duminică, domnul Pivoňka se duce la țară cu efigia, în timp ce doamna Loubalová își duce efigia într-o criptă abandonată în care se află un dulap, un scaun cu lumânări și un bazin cu apă. Loubalová iese din dulap și-și biciuiește efigia de paie care, animată, reacționează. Pivoňka se îmbracă în ținuta lui de pui și se învârte în jurul efigiei sale animate, în cele din urmă, zdrobind-o cu un bolovan, în timp ce Loubalová o îneacă în bazin. Acasă, Malková își pune un număr imposibil de bile din pâine în nas și urechi și trage un pui de somn. În timp ce Weltinská își mângâie crapul și îl hrănește cu bile de pâine pe care Malková i le aduce mai târziu, Beltinský se dezbrăcă în atelierul său și își freacă obiectele peste corp. Când Weltinská citește știrile, Kula își pornește mașina și are orgasm în același timp în care are și ea, stimulată de crapul care-i suge degetele de sub birou. 
În drum spre casă, Pivoňka este fascinat de imaginea doamnei Weltinská într-o vitrină a unui magazin cu produse de televiziune și se oprește să cumpere reviste despre echipamente electronice de la chioșcul lui Kula. Kula acoperă acum tocătoarele din lemn cu pene; Malková privește lung la un crap în fereastra unui magazin de pește. Pivonka descoperă că Loubalová a fost ucisă în apartamentul ei de un bolovan care aparent a căzut prin acoperișul ei; Beltinský investighează. Intrând în apartamentul său, Pivonka vede scaunul cu lumânări și bazinul de apă care îl așteaptă. Ușa dulapului său se deschide încet. 

## Distribuție
- Petr Meissel în rolul domnului Pivoňka
- Gabriela Wilhelmová ca doamna Loubalova
- Barbora Hrzánová ca doamna Malková, o poștăriță
- Anna Wetlinská - reporteră TV, ea însăși
- Jiří Lábus - vânzător de ziare
- Pavel Nový - domnul Wetlinský

## Producție
Regizorul împrumută expresia din titlu, „Conspiratori ai plăcerii”, de la Sigmund Freud. Filmul este compus în principal din filmări reale: folosirea animației este foarte limitată.
Conspiratori ai plăcerii a fost filmat în întregime fără dialoguri directe între personajele principale, în ciuda acestui fapt, există o atenție deosebită asupra sunetului: curat și detaliat, uneori „exasperat” (accentuând sunete sau zgomote în mod normal cu o intensitate mai mică) pentru a face atmosfera și mai suprarealistă. În mai multe scene, tehnica de filmare cu stop motion, utilizată des de regizor în filmele sale, este folosită pentru a da aspectul mișcării păpușilor neînsuflețite sau pentru a-l face pe domnul Pivoňka „să zboare” în rolul său de om-pui.
Filmul a fost conceput inițial în 1970 și apoi filmat în 1995 ca un scurtmetraj de 12 minute cu participarea a doar două personaje: d-l. Pivoňka și d-na. Loubalová. Această primă parte a scenariului a fost apoi contopită cu un alt scenariu, Principiul plăcerii, scris într-o noapte, inspirat de studiile lui Sigmund Freud.
Fondatorul psihanalizei apare pe genericul filmului, în lista persoanelor cărora Svankmajer a dorit să le aducă omagiu, alături de Luis Buñuel, marchizul de Sade și Max Ernst. În special, deghizarea domnului Pivoňka, amintește de subiectele lui Ernst.

## Primire
În 1997, Stephen Holden, în New York Times, a catalogat filmul ca „serios de amuzant și obraznic de subversiv”, afirmând că filmul „reprezintă impulsul erotic al vieții de zi cu zi ca o forță sălbatică, haotică și antisocială care le oferă oamenilor un sens de individualitate[...] Dar viziunea lui Svankmajer este mai mult decât o reproducere suprarealistă a noțiunilor tradiționale freudiene despre represiune și sublimare[...] Perversiunea lor inextingibilă le unește și într-o rezistență comună față de conformismul puritan al culturii est-europene sau cel puțin față de acea cultură înainte de căderea comunismului."
În 1996, David Rooney, critic al revistei Variety, a avut în schimb o recenzie mai puțin pozitivă, afirmând că a face din acest subiect un lungmetraj a fost o greșeală, deoarece păstrarea ideii originale de a face un scurtmetraj ar fi permis să acorde mai mult spațiu umorului negru, evitând astfel o poveste „obositoare și adesea neplăcută”.
În Time Out Film Guide este scris că, în ciuda structurii previzibile a filmului, constând în pregătirea minuțioasă a perversiunilor și prezența mai mică a materialului animat în comparație cu primele sale lucrări, „există în film un sens minunat, morbid și grotesc al ritual sado-masochist absurd."
Leslie Felperin a comentat pentru revista publicată de British Film Institute, Sight & Sound că: „Pe lângă aspectele mai profunde, acest film poate fi considerat ca o comedie neagră despre sex și vizionarea sa este o plăcere. Distribuția aduce căldura necesară procesului, a prezentării unei umanități necuviincioase. Ritmul filmului este gestionat cu o introducere lentă, care construiește treptat o orgie a momentelor suprarealiste."